# Clase utilidad
En programación, una clase utilidad es una clase que define un conjunto de métodos que realizan funciones, normalmente muy reutilizadas. La mayoría de las clases utilidad definen estos métodos comunes con alcance estático. Ejemplos de clases utilidad incluyen java.util.Collections  que proveen muchos métodos estáticos (tales como ordenar) en objetos que implementan una Collection (java.util.collection  ).